# Rubus lineatus
Rubus lineatus là loài thực vật có hoa trong họ Hoa hồng. Loài này được Reinw. miêu tả khoa học đầu tiên năm 1826.